# Pascalsche Schnecke
Die pascalsche Schnecke, auch pascalsche Limaçon, ist eine spezielle ebene Kurve, genauer gesagt eine algebraische Kurve 4. Ordnung. Die Kardioide stellt einen Sonderfall der pascalschen Schnecke dar.

Pascalsche Schnecken

Sie ist benannt nach dem französischen Juristen Étienne Pascal, dem Vater des Mathematikers, Physikers und Philosophen Blaise Pascal, obwohl Albrecht Dürer sie bereits ein halbes Jahrhundert vorher in seinem Buch Underweysung der Messung erstmals gezeichnet und sie wegen der Hilfslinien seiner Konstruktion „Spinnenlinie“ genannt hat.

## Gleichungen

Pascalsche Schnecke mit Parametern und

- Kartesische Koordinaten:[2] {\displaystyle (x^{2}+y^{2}-ax)^{2}-b^{2}(x^{2}+y^{2})\,=\,0}
- Polarkoordinaten:[2] {\displaystyle r=a\cos \varphi +b}
- Parametergleichung:[2] {\displaystyle x=a(\cos t)^{2}+b\cos t;\qquad y=a\cos t\sin t+b\sin t}

## Eigenschaften
- Die folgende geometrische Eigenschaft kann zur Definition der Kurve herangezogen werden: Gegeben seien ein Kreis mit Durchmesser a, ein Punkt A auf diesem Kreis und eine positive reelle Zahl b. Dann liegen für einen beliebigen Punkt B des Kreises die beiden Punkte P und P', die auf der Geraden AB liegen und von B den Abstand b haben, auf der pascalschen Schnecke. Es handelt sich also um einen Spezialfall der allgemeinen Konchoide.
- Die von der pascalschen Schnecke eingeschlossene Fläche hat den Flächeninhalt {\displaystyle {\tfrac {1}{2}}a^{2}\pi +b^{2}\pi }. Dabei ist zu beachten, dass für {\displaystyle b<a} der Flächeninhalt der inneren Schleife doppelt gezählt wird, da die Punkte im Inneren dieser Schleife von der Kurve zweimal umlaufen werden.[3]
- Die Bogenlänge der pascalschen Schnecke beträgt {\displaystyle \int _{0}^{2\pi }\mathrm {\sqrt {a^{2}+2abcos{\varphi }+b^{2}}} \,\mathrm {d} \varphi }
- Für Werte {\displaystyle b<a} entsteht eine Schleife, für {\displaystyle b<2a} zumindest noch eine Einbuchtung.
- Für Werte {\displaystyle b>7a} nähert sich der Flächeninhalt der Schnecke dem eines entsprechenden Kreises (mit Radius {\displaystyle r=b} und Mittelpunkt {\displaystyle M(1|0)}) auf weniger als 1 % an.

## Pascalsche Schnecke als Trisektrix

Pascalsche Schnecke als Trisektrix mit

Die pascalsche Schnecke mit der Parameterbeziehung {\displaystyle b={\tfrac {a}{2}}} wird auch als Trisektrix bezeichnet, da sich mit ihrer Hilfe die Dreiteilung eines Winkels vornehmen lässt. Hierzu wählt man auf dem einen der Schenkel des gegebenen Winkels {\displaystyle \alpha } mit Spitze A einen Punkt B und konstruiert eine pascalsche Schnecke mit |AB| als Durchmesser ihres zugehörigen Kreises mit Mittelpunkt M und dem Radius dieses Kreises als der Abstandsparameter b. Der Kreis um A mit dem Radius b schneidet den zweiten Schenkel in C. Nun schneidet die Strecke CM die innere Schleife der pascalsche Schnecke in P' und der von der Strecke AP' mit der Strecke AB gebildete Winkel {\displaystyle \beta } beträgt ein Drittel des Ausgangswinkels, also {\displaystyle \beta ={\tfrac {\alpha }{3}}}.

## Anwendungen in der Astronomie
Die Schatten von rotierenden Schwarzen Löchern können mit sehr hoher Genauigkeit durch pascalsche Limaçons beschrieben werden, was im Vergleich zur rechenintensiven Raytracing-Methode eine sehr große Vereinfachung darstellt.

## Anwendungen in der Elektrotechnik
Die Stromortskurve einer Schenkelpolsynchronmaschine ist eine Pascal’sche Schnecke, bei der Reluktanzkreis mit der Wirkung der Erregung überlagert wird.